# Atletica leggera ai Giochi della XXV Olimpiade
Ai Giochi della XXV Olimpiade di Barcellona nel 1992 vennero assegnati 43 titoli in gare di atletica leggera, di cui 24 maschili e 19 femminili.
- Durata del programma: dal 31 luglio al 9 agosto
- Nazioni partecipanti: 156[1]
- Numero di atleti iscritti: 1726, di cui 1104 uomini e 622 donne[1]
- Sede delle gare: Stadio olimpico Lluís Companys di Barcellona
- Programma femminile: viene introdotta la prima gara di marcia, la 10 km su strada.
- Nell’atletica maschile: 3 nuovi record mondiali, 4 nuovi record olimpici
- Nell’atletica femminile: 1 nuovo record olimpico, nessun record mondiale

## Partecipazione
L'ex URSS partecipa per l'ultima volta con una squadra unificata (denominata ufficialmente Équipe unifiée, EUN). Torna ad essere una sola nazione la Germania. Le migliori prestazioni di Germania federale e Germania democratica diventano i record del Paese riunificato. Dopo 12 anni di assenza dal palcoscenico olimpico, Cuba ritorna ai Giochi. È riammesso nella famiglia olimpica il Sudafrica, la cui ultima apparizione risaliva ai Giochi di Roma 1960.

A Barcellona sono presenti nelle gare di atletica leggera 156 nazioni, il numero più alto raggiunto finora.
Le squadre più numerose sono quelle dei seguenti Paesi:
- Stati Uniti (117)
- Squadra Unificata (99)
- Gran Bretagna (91)
- Germania (79)
- Spagna (59)
- Francia (57)
- Canada (48)
- Italia (39)
- Kenya (38)
- Portogallo (36)
- Australia (35)

- Cuba (34)
- Cina (33)
- Giappone (31)
- Giamaica (28)
- Finlandia (26)
- Romania (25)
- Brasile (24)
- Messico (24)
- Polonia (24)
- Ungheria (24)
- Bulgaria (21)

- Irlanda (19)
- Svezia (19)
- Cecoslovacchia (18)
- Thailandia (18)
- Etiopia (15)
- Paesi Bassi (15)
- Svizzera (15)
- Nigeria (14)
- Marocco (13)
- Nuova Zelanda (13)
- Corea del Sud (11)
- Grecia (11)

I seguenti Paesi, oltre alla Spagna, allestiscono una squadra in tutte e quattro le staffette: Stati Uniti, Squadra Unificata, Giamaica e Cuba.
Sono 7 i Paesi che partecipano per la prima volta:
- Albania
- Croazia (1ª partec. assoluta)
- Namibia (1ª partec. assoluta)
- Bosnia ed Erzegovina (1ª partec. assoluta)
- Slovenia (1ª partec. assoluta)
- Yemen (1ª partec. assoluta)

Con la partecipazione dell'Albania, tutti i Paesi europei esistenti nel 1945 sono presenti nell'atletica leggera ai Giochi.

## Risultati delle gare
La prestazione più eclatante è quella di Kevin Young, che vince i 400 ostacoli con il superbo record mondiale di 46"78 e distacca il secondo classificato di 9 decimi, anche questo un record.

## Medagliere
Gli USA si confermano primi nel medagliere anche dopo il ritorno dei giganti EUN e Germania, vincendo ben 30 medaglie, di cui 12 d'oro.

Le repubbliche ex-sovietiche conquistano insieme 21 medaglie. Delude invece la Germania riunificata, che ottiene 10 medaglie, un numero drasticamente inferiore alle 26 della sola DDR ai Giochi di Seul.
Il Kenya conferma i buoni risultati dei Mondiali del 1991, andando sul podio nelle gare dai 3000 metri in su. Nelle siepi è tripletta.

I Paesi che salgono sul podio sono 35, superando di netto i 23 di Seul. 
| Posizione | Paese             | Oro | Argento | Bronzo | Totale |
| --------- | ----------------- | --- | ------- | ------ | ------ |
| 1         | Stati Uniti       | 12  | 8       | 10     | 30     |
| 2         | Squadra Unificata | 7   | 11      | 3      | 21     |
| 3         | Germania          | 4   | 1       | 5      | 10     |
| 4         | Kenya             | 2   | 4       | 2      | 8      |
| 5         | Cuba              | 2   | 1       | 4      | 7      |
| 6         | Spagna            | 2   | 1       | 1      | 4      |
| 7         | Gran Bretagna     | 2   | 0       | 4      | 6      |
| 8         | Cecoslovacchia    | 2   | 0       | 0      | 2      |
| 9         | Cina              | 1   | 1       | 2      | 4      |
| 10        | Canada            | 1   | 1       | 1      | 3      |
| 11        | Marocco           | 1   | 1       | 0      | 2      |
| 12        | Etiopia           | 1   | 0       | 2      | 3      |
| 13        | Algeria           | 1   | 0       | 0      | 1      |
| 13        | Francia           | 1   | 0       | 0      | 1      |
| 13        | Grecia            | 1   | 0       | 0      | 1      |
| 13        | Corea del Sud     | 1   | 0       | 0      | 1      |
| 13        | Lituania          | 1   | 0       | 0      | 1      |
| 13        | Paesi Bassi       | 1   | 0       | 0      | 1      |
| 19        | Giamaica          | 0   | 3       | 1      | 4      |
| 20        | Giappone          | 0   | 2       | 0      | 2      |
| 20        | Namibia           | 0   | 2       | 0      | 2      |
| 22        | Bulgaria          | 0   | 1       | 1      | 2      |
| 22        | Nigeria           | 0   | 1       | 1      | 2      |
| 24        | Finlandia         | 0   | 1       | 0      | 1      |
| 24        | Messico           | 0   | 1       | 0      | 1      |
| 24        | Romania           | 0   | 1       | 0      | 1      |
| 24        | Sudafrica         | 0   | 1       | 0      | 1      |
| 24        | Svezia            | 0   | 1       | 0      | 1      |
| 29        | Australia         | 0   | 0       | 2      | 2      |
| 30        | Bahamas           | 0   | 0       | 1      | 1      |
| 30        | Colombia          | 0   | 0       | 1      | 1      |
| 30        | Italia            | 0   | 0       | 1      | 1      |
| 30        | Nuova Zelanda     | 0   | 0       | 1      | 1      |
| 30        | Polonia           | 0   | 0       | 1      | 1      |
| 30        | Qatar             | 0   | 0       | 1      | 1      |